# Двојнице
Двојнице или свирале су српски народни дувачки инструмент. Састоји се од две цеви израђене једна уз другу од истог комада дрвета, најчешће шимшировог. Горњи крај цеви, у који се дува истесан је заједно. Свака цев има писак и рупице. Десна цев има једну рупицу више од леве и свира се двогласно.
Двојнице су обично споља украшене шарама изрезбарених, обојене жутим мастилом и сл. Као изразито пастирски инструмент распрострањене су широм Балкана. Служе за пратњу песама и плесова, највише кола.